# The Prince and the Pauper
The Prince and The Pauper är en amerikansk komedi- och familjefilm från 2008 med Dylan och Cole Sprouse i huvudrollerna.

## Handling
Tom Canty (Dylan Sprouse), som bor med sin farfar Pop (Ed Lauter) i Palm Beach, drömmer om att bli en berömd skådespelare, precis som hans idol Eddie Tudor (Cole Sprouse) är. På fritiden sitter han gärna i trädgården och övar repliker med Miles (Vincent Spano), som en gång var en skådespelare men slutade på grund av att han inte gillade den han blev som person.
När Eddie Tudor kommer till Palm Peach för att spela in "Spy Teen 3" smyger Tom in till filminspelningen och träffar Eddie. Efter att ha bytt kläder för skojs skull upptäcker de att de ser nästan exakt likadana ut, så Eddie, som mer än allt annat skulle vilja vara ett normalt barn, och Tom, som älskar skådespeleri, byter platser för en eftermiddag.
Men när ingen tror dem när de gång på gång berättar vilka de egentligen är, så är Tom, som inte hade en aning om hur svårt skådespelarlivet kunde vara, fast i Eddies ställe, och Eddie fast i Toms ställe, där han måste jobba hårdare än han trott att ett normalt barn var menat att jobba. När filminspelningen flyttar till Miami vet ingen av dem hur de ska bära sig åt för att ta sig tillbaka till sina rätta platser.

## Om filmen
Denna film är baserad på boken med samma namn, av Mark Twain.

## Rollista (urval)
- Cole Sprouse - Eddie Tudor
- Dylan Sprouse - Tom Canty
- Kay Panabaker - Elizabeth
- Vincent Spano - Miles
- Ed Lauter - Toms morfar "Pop"
- Dedee Pfeiffer - Harlin
- Sally Kellerman - Jerry